# Hrabstwo Shelby (Missouri)
Hrabstwo Shelby (ang. Shelby County) – hrabstwo w stanie Missouri w Stanach Zjednoczonych. Obszar całkowity hrabstwa obejmuje powierzchnię 502,43 mil2 (1 301 km²). Według danych z 2010 r. hrabstwo miało 6 373 mieszkańców. Hrabstwo powstało w 1835 roku i nosi imię Isaaca Shelbyego - gubernatora stanu Kentucky.

## Sąsiednie hrabstwa
- Hrabstwo Knox (północ)
- Hrabstwo Lewis (północny wschód)
- Hrabstwo Marion (wschód)
- Hrabstwo Monroe (południe)
- Hrabstwo Randolph (południowy zachód)
- Hrabstwo Macon (zachód)

## Miasta
- Clarence
- Hunnewell
- Shelbina
- Shelbyville

## Wioski
- Bethel
- Leonard